# Керехидо, Мигель
Мигель Керехидо (исп. Miguel Cerejido; род. 26 февраля 1960) — канадский художник кубинского происхождения.
Родился и вырос в Гаване, Куба. В 1980 окончил академию искусств. В конце 1980-х работал в ряде институтов и художественных школах Гаваны. В середине 1990-х перебрался в Канаду, получил гражданство. Женат, есть дочь.
В картинах Мигеля Керехидо смешиваются футуристические пейзажи, резкие мазки, «грязные» цвета и многое другое. Его картины, по утверждению самого художника, ближе к музыке, чем к живописи.

## История выставок
1979 — Передвижная выставка по Европе.
1984 — 1-я Гаванская биеннале. Галерея «L», Гавана.
1985 — Школа искусств и литературы. Университет Гаваны.
1987 — Профессорский салон. Высший институт промышленного дизайна, Гавана.
1989- Ярмарка «ИНТЕРАРТ». Польша.
1990 — Открытие галереи «Ла Акация». Гавана.
1991 — «70 лет кубинской живописи» «Сикейрос» Полифорум.
1992 — Аукцион в центре кубинистики. Нью-Йорк.
1993 — Ярмарка Севильи. Испания
1997 — Выставка современного кубинского искусства. Мадрид, Испания.
1998 — «Галерея Терра». Вупперталь. Германия.
1998 — XXV-летие Латиноамериканской комиссии гражданской авиации. Мексика.
1999- «Con un poco de Amor». Провинциальный центр изобразительного искусства и дизайна. Гавана.
2000 г. — Проектирование и отделка «Католического иммиграционного центра». Оттава. Канада.
2001- Работа по дизайну и декорированию с художником-постановщиком Саймоном Кларком для «Фестиваля тюльпанов» в студии Дэвида Коушена и Марка Мастерса). Оттава. Канада.
2003 — Аукцион мультимедийного искусства по сбору средств в поддержку Социального форума Оттавы Outaouais, отмечаемого в ночном клубе Babylon, Оттава.
2003 — становится членом правления Art Kollectif Media Foundation Inc. и участвует в подготовке празднования Studio One Grand Finale, занимаясь, среди прочего, рекламной графикой и организацией аукциона немого искусства.
2005 — Первый ежегодный мэрский фестиваль искусств. Мэрия Оттавы. Оттава, Онтарио, Канада.
2005 — Рождественская распродажа в общественном центре Глеба. Оттава, Онтарио, Канада.
2006 — групповая выставка «Plain Air Canada» в Art Rental and Sales в Художественной галерее Оттавы (OAG).
2006 — «Сможете ли вы выдержать жару?» групповая выставка в Art Rental and Sales в Художественной галерее Оттавы (OAG).
2006 — Групповая выставка «Племя Земли» галереи Nomad в Электрической галерее.
2006- групповая выставка «NOVUS» в Art Rental and Sales в Художественной галерее Оттавы (OAG).
2006 — «ПРОСМОТР». Групповая выставка разных художников из Оттавы, Торонто, Нанаймо и Суррея на выставке торжественного открытия галереи Parkdale (7 декабря с 18:00 до 21:00).
2007 — «ЛЕТНИЙ САЛОН». Прокат и продажа произведений искусства. Художественная галерея Оттавы (OAG). Оттава, Онтарио, Канада.
2009 — «Искусство дарить»/Групповая выставка. Галерея современного изобразительного искусства Патрика Джона Миллса. Оттава, Онтарио, Канада.
Персональные экспонаты
1984 — Центр исследования и развития кубинской музыки. Гавана. Куба.
1985 — «От музыки к холсту». Галерея кубинского фонда культурных ценностей. (ФИБ) Гавана. Куба.
1986 — Галерея «Арте Универсал». Тринидад, Куба.
1991 — «Делай». Галереи «Ла Акация» и «Ла Гавана». Гавана. Куба
1995 — «Время, Музыка, Живопись; Фредерик Шопен» Посольство Польши. Гавана. Куба.
1999 — III Международная ярмарка Cubadisco 99 . Пабэкспо. Гавана. Куба
2000 — «Импульс». Центр визуальных искусств, Орлеан, Онтарио, Канада.
2004 — Завершение проектирования и создание декораций The Black Sheep Stage для фестиваля Cisco Systems Ottawa Bluesfest 2004. Оттава. Канада.
2005 — «Пути: Музыка и волшебство». Камберлендская галерея. Орлеан, Онтарио, Канада.
2005 — «Избранные картины Мигеля Серехидо». Галерея Доверкур. Оттава, Онтарио, Канада.
Награды
1986 — 1 место по живописи. «В Салон УНЕАК». Санкти Спиритус, Куба.
Премия за живопись на провинциальной встрече пейзажей. Санкти Спиритус, Куба.
1998 — 2 место на конкурсе рисунков Института гражданской авиации Кубы.
2002-январь 2003 г. «Художник месяца в области цифрового цвета». База данных искусства цифрового сознания.
2004 — июль 2004 г. Награда Ottawa Citizen «Лучшая атмосфера» за дизайн сцены «Черная овца» на фестивале Cisco Systems Ottawa Bluesfest 2004.